# راونا گورا (ایوانگیتسا)
راونا گورا (به صربی: Ravna Gora) یک منطقهٔ مسکونی در صربستان است که در ایوانئیتسا واقع شده‌است. راونا گورا ۵٫۵۱ کیلومتر مربع مساحت و ۱۰۴ نفر جمعیت دارد.